# Brownleea parviflora
Brownleea parviflora é uma espécie de orquídea terrestre com pequenas flores, cujo gênero é proximamente relacionado às Disa. Esta espécie existe em áreas isoladas de dez países da África tropical Peru, onde habita áreas elevadas, sujeitas a chuvas de verão, principalmente nas campinas encostas das montanhas, florescendo no final do verão. O isolamente dos diversos grupos deu origem a grande número de sinônimos.